# Bjørn Tore Godal
Bjørn Tore Godal (født 20. januar 1945 i Skien) er en norsk politiker (Ap), kendt som udenrigs-, handels- og forsvarsminister i regeringerne Brundtland, Jagland og Stoltenberg
Han tog studentereksamen i 1964 og blev cand.mag. fra Universitetet i Oslo 1969 med fagene statsvidenskab, sociologi og historie.
Godal var sekretær i AUF 1970-71 og formand i AUF 1971-73, udreder i Arbeiderpartiet 1973-80, sekretær i Oslo Arbeiderparti 1980-82, leder i Oslo Arbeiderparti fra 1982-90 og medlem af partiets hovedbestyrelse fra 1983 til 1990. Han var stortingsrepræsentant mellem 1986 og 2001, den første periode som fast mødende suppleant mens Brundtland var statsminister.
Fra 1991 til 1994 var Godal handels- og søfartsminister. Derefter var han udenrigsminister, efter Johan Jørgen Holsts død, fra 1994 til 1997. Senere var han forsvarsminister i Jens Stoltenbergs første regering mellem 2000 og 2001. Mellem 2003 og 2007 var han Norges ambassadør i Tyskland. 2007 blev Godal tildelt den nyoprettede stilling som specialrådgiver i internationale energi- og klimaspørgsmål i Udenrigsministeriet.
Som AUF-leder 1971-73 var Godal førende i det indre splid i Arbeiderpartiet mod norsk EF-medlemskab.
Han var seniorrådgiver ved Institutt for statsvitenskap, Universitetet i Oslo 2002-03. Han er gift med Gro Balas og var tidligere gift med Sissel Rønbeck.